# Société Cuvierienne
Die Société Cuvierienne war eine 1838 in Paris gegründete zoologische Gesellschaft, die sich nach dem sechs Jahre zuvor verstorbenen Zoologen Georges Cuvier benannte und bis etwa 1848 bestand.
Sie gab die monatlich erscheinende Zeitschrift Revue zoologique par la Société Cuvierienne heraus, deren erster Band 1838 und deren letzter Band 1848 (das letzte Heft war von Dezember 1848) erschien. Herausgeber war der Entomologe und zoologische Illustrator Félix Édouard Guérin-Méneville, der die zoologische Enzyklopädie von Cuvier ab 1829 als Iconographie du règne animal de G. Cuvier fortsetzte und außerdem ab 1831 die jährlich erscheinende Zeitschrift Magasin de zoologie, d’anatomie comparée et de palaeontologie herausgab (die bis 1849 erschien). Guérin-Méneville gab auch ab 1849 die monatliche zoologische Zeitschrift Revue et magasin de zoologie pure et appliquée heraus. Sie hatte aber keine Verbindung zur kurz zuvor aufgelösten Cuvier-Gesellschaft.
Die Gesellschaft befasste sich nach ihren Statuten außer mit Zoologie mit vergleichender Anatomie und Paläontologie.
Bei ihrer Gründung hatte die Société Cuvierienne 140 Mitglieder, darunter bedeutende französische Biologen. Mitglieder waren unter anderem Alexander von Humboldt und der Forschungsreisende Maximilian zu Wied-Neuwied, Lorenz Oken, Christian Gottfried Ehrenberg, Gotthelf Fischer von Waldheim, William Buckland, Charles Henry Dessalines d’Orbigny und Alcide Dessalines d’Orbigny, Charles Lucien Jules Laurent Bonaparte, der Herzog von Orleans und die Könige Louis-Philippe I. und Christian VIII. Für die Aufnahme musste man von einem Mitglied vorgestellt werden und jährlich 18 Franc bezahlen.
Weitere Pariser Gesellschaften dieser Zeit, die sich mit Biologie befassten und eigene Zeitschriften herausgaben, waren (außer der Akademie der Wissenschaften) verschiedene nach Carl von Linné benannte Gesellschaften wie die Société Linnéenne de Paris (1821 bis 1835, sowie eine ältere Gesellschaft 1787 bis 1790, die sich Société d’Histoire Naturelle de Paris nannte) und verschiedene in den Provinzen (wie die 1822 in Lyon gegründete Linné-Gesellschaft, solche in der Normandie, Nordfrankreich und Bordeaux), die 1832 gegründete Société entomologique de France, die Société d’histoire naturelle de Paris (seit 1831 Société des sciences naturelles de France), die allgemein Wissenschaften und Philosophie gewidmete Société philomatique de Paris (1788 gegründet) und aus den Nachbarbereichen die Société anatomique und die Société géologique.